# فيضانات وادي هنتر 1955

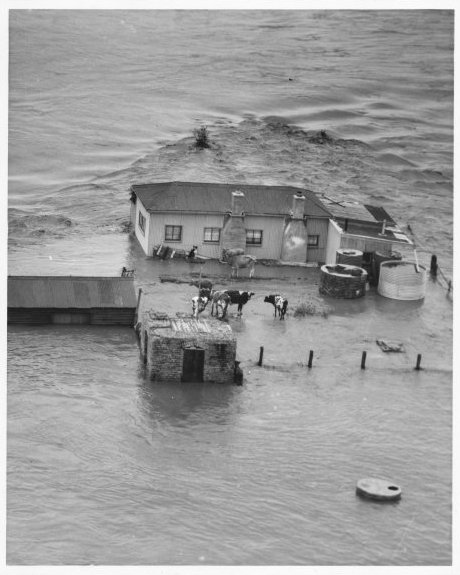
مزرعة مهجورة على مشارف مايتلاند خلال فيضان عام 1955

فيضانات وادي هانتر (بالإنجليزية: 1955 Hunter Valley floods)‏، (المعروفة أيضًا باسم فيضان مايتلاند) في 23 فبراير 1955 كان فيضانًا كبيرًا على نهر هانتر في نيو ساوث ويلز، أستراليا. كان واحداً من أكثر الكوارث الطبيعية تدميراً في تاريخ أستراليا.